# Pustějov
Pustějov (niem. Petrowitz) – gmina w Czechach, w powiecie Nowy Jiczyn, w kraju morawsko-śląskim. Według danych z dnia 1 stycznia 2012 liczyła 976 mieszkańców.